# David Pawson
J. David Pawson (Newcastle upon Tyne, 25 februari 1930 – 21 mei 2020) was een Britse christelijke schrijver en spreker; in vroeger jaren trad hij ook op als baptistisch predikant.

## Levensloop
Oorspronkelijk wilde Pawson landbouwer worden en daarom ging hij landbouwkunde studeren aan de Universiteit van Durham. Op een gegeven moment geloofde hij echter dat God een ander plan voor zijn leven had, en wees daarom een aanbod voor een boerderij in Schotland af. In plaats daarvan behaalde hij een master in de theologie aan de Universiteit van Cambridge. Hij belandde als legerpredikant bij de Royal Air Force, na een korte tijd binnen de Methodistische kerk gewerkte te hebben. Dit deed hij 3 jaar. Daarna kwam hij te werken als predikant van twee baptistenkerken in Buckinghamshire en Surrey.
Als predikant bouwde hij onder evangelische en charismatische christenen de naam op van een Bijbelkenner. Zijn kerk in Surrey was bij zijn vertrek in 1979 uitgegroeid tot de grootste baptistenkerk in Groot-Brittannië. Pawson was een veelgevraagd spreker, zowel in eigen land, als daarbuiten (met name Australië, Israël en de Verenigde Staten). In Nederland sprak Pawson verschillende malen op de drukbezochte conferentie 'Opwekking' met Pinksteren, laatstelijk in 2014. Pawson was al een aantal jaren ziek. Hij had botkanker en een lichte vorm van Parkinson.